# Kotlasz
Kotlasz (oroszul: Котлас) város Oroszország Arhangelszki területén. A Kotlaszi járás székhelye, bár maga a város nem tartozik a járáshoz. Jelentős vasúti csomópont.   	 
Lakossága: 60 562 fő (a 2010. évi népszámláláskor).

## Elhelyezkedése
Az Arhangelszki terület délkeleti részén, Arhangelszktől kb. 600 km-re, az Északi-Dvina jobb partján és mellékfolyója, a Vicsegda bal partján, a két folyó egyesülésénél terül el. Az Északi-Dvina túlsó partján halad az északi Arhangelszkbe vezető főút. 2001 októberében adták át a forgalomnak a folyón átívelő közúti hidat, addig nyáron csak komppal lehetett átkelni.
Vasúti csomópont a Konosa–Kotlasz–Vorkuta és a Kirov–Kotlasz vasútvonalak találkozásánál.

## Története

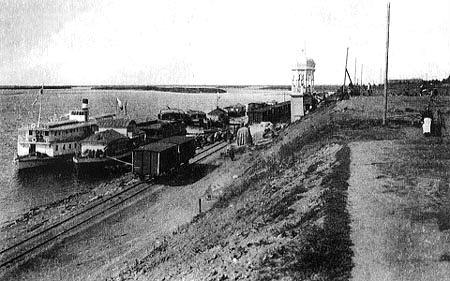
Folyópart Kotlaszban a 20. század elején

Egyes vélemények szerint a mai város helyén feküdt Pirasz zürjén (komi) település a 14. században, és 1379-ben itt kezdte meg a komik térítését Permi Szent István. Más vélemény szerint ez az állítás tudományosan nem igazolható. Arról azonban nincs vita, hogy a 16. század első felében már létezett itt Kodlasz (Kotlasz) nevű település.
1895-ben határozat született a Perm–Vjatka–Kotlasz vasútvonal megépítéséről. A vonal végpontját azért itt jelölték ki, mert a Vicsegda-torkolattól kezdve az Északi-Dvina állandóan hajózható, és ezen az útvonalon szállíthattak gabonát az északi vidékekre és más árukat, többek között prémeket Arhangelszk kikötőjén át exportra. A vasútvonalat 1899-ben adták át. Kotlasz a vasútállomás melletti kis településként jött létre a vasút és a Dvina közötti területen, de hamarosan nagyforgalmú átrakodóhely lett. 1917 júniusában három szomszédos faluval egyesítve városi címet kapott. Közben a Vicsegda bal partján 1915-ben hajógyárat alapítottak, mellette pedig kialakult Limenda település. 
A szovjet korszakban, az 1920-as évek végétől az 1950-es évekig a város száműzetések, munkatáborok helyszíne volt. A középső és déli országrészből 1931-ben érkezett Kotlaszba az ún. „kuláktalanítás” során kisemmizettek első hulláma. Kotlaszban elosztóhely működött. Az otthonukból kitelepítetteket fegyveres őrizet mellett innen indították útnak fakitermelési, faúsztatási munkákra és távoli „speciális” települések építési munkáira. Őket követték 1937-től a politikai okból elítéltek, az ún. „nép ellenségei”, akik többek között a kotlaszi vasúti híd és a Vorkuta felé vezető vasútvonal építkezésein dolgoztak (köztük német nemzetiségűek is). Csak magában a városban kb. tíz munkatábor létesült. A körzet lágerei az évek során különféle szervezetekhez tartoztak (rövidítések: Gulag, SzevDvinLag, SzevZseldorLag, KotlaszLag stb.).
1941 végén megindult a közlekedés a Komiföld távoli északkeleti vidékét a központi körzetekkel összekötő vasútvonalon. A következő évben a Dvinán elkészült a vasúti híd. Az 1950-es években Limenda települést a hajógyárral együtt a városhoz csatolták.

## Gazdasága
Kotlaszban három nagy mikrorajon (lakótelep) van, melyek egy-egy iparvállalat szomszédságában alakultak ki. Az első a központban, az elektromechanikai gyár közelében; a második a fafeldolgozó kombinát környékén; a harmadik az egykori Limenda település a hajógyárnál. Közülük a régi nagy fafeldolgozó kombinátból korábban alakult fűrész- és fafeldolgozó üzem 2013-ban csődbe jutott. A történetét 1915-től számító Limenda lakónegyednek 2014-ben kb. tízezer lakosa volt. Itt üzemel a város legjelentősebb vállalata, a hajógyár, és itt található a flotta kiszolgáló bázisa is.
A város gazdaságának alapját képezi a vasút és a hozzá kapcsolódó számos vállalat. Három pályaudvara van, központi pályaudvarnak a Déli (Kotlasz-Juzsnij) tekinthető.
A kotlaszi repülőtérről – tulajdonosváltás és 2014-ben néhány hónapos szünet után – rendszeres légijáratok közlekednek Arhangelszk–Kotlasz és Sziktivkar–Kotlasz között.